# Marjorie Rambeau
Marjorie Rambeau, född 15 juli 1889 i San Francisco, Kalifornien, död 6 juli 1970 i Palm Springs, Kalifornien, var en amerikansk skådespelare. Hon medverkade på 1910-talet och 1920-talet i ett flertal Broadwayuppsättingar och filmdebuterade 1917. Hon nominerades till en Oscar för bästa kvinnliga biroll i filmen Den smala vägen från 1940.
Hon har en stjärna för filminsatser på Hollywood Walk of Fame vid adressen 6336 Hollywood Blvd.

## Filmografi, urval
- 1931 – Inspiration
- 1931 – Den farliga vägen
- 1933 – Två människor
- 1934 – En läkares förflutna
- 1938 – Gentleman på luffen
- 1940 – Den smala vägen
- 1941 – Deras hela värld
- 1949 – Sista given
- 1953 – Den pikanta åldern
- 1955 – Min man Peter